# Executive Order 8802
Die Executive Order 8802 ist ein Präsidialerlass vom 25. Juni 1941, den der 32. Präsident der Vereinigten Staaten, Franklin D. Roosevelt, in Kraft setzte.
Inhalt des Präsidialerlasses war ein Verbot jeglicher Rassendiskriminierung in allen Behörden der Bundesregierung und in allen Unternehmen, die kriegswichtige Aufträge von dieser erhielten. Zur Durchsetzung dieses Erlasses legte Roosevelt die Grundlage zur Schaffung einer Behörde namens Fair Employment Practices Commission, der sich der Senat bis zur Aufgabe des Projekts mehrmals in den Weg stellte.